# Marketta Hartikka
Marketta Hartikka (* 4. Juli 1949) ist eine ehemalige finnische Fußballspielerin.

## Karriere

### Vereine
Hartikka begann im Seniorinnenbereich zunächst – und als Spätstarter im Alter von 23 Jahren – für den in Kotka in der Provinz Kymenlaakso ansässigen Kotkan Kisailijat mit dem Fußballspielen, bevor sie in die Hauptstadt gelangt, ausschließlich für den Helsingin jalkapalloklubi in der Suomen mestaruussarja (SM-sarja), der unter diesem Namen seinerzeit höchsten Spielklasse im finnischen Frauenfußball, Punktspiele bestritt. Mit der Mannschaft errang sie dreimal in Folge die Meisterschaft.

### Nationalmannschaft
Hartikka war die erste Spielführerin der Nationalmannschaft Finnlands und führte ihre Mannschaft am 25. August 1973 im allerersten Länderspiel für den SPL in Mariehamn auf Åland vor 1.540 Zuschauern um 12:00 Uhr aufs Spielfeld. Bei der Premiere – auch für die Nationalmannschaft Schwedens – in der sie rückblickend eine 0:4 oder 0:5-Niederlage erwartet hatte, trotzte ihre Mannschaft den schwedischen Spielerinnen ein viel beachtetes 0:0-Unentschieden ab. Sie nahm mit ihrer Mannschaft an der ersten Austragung des Turniers um die Nordische Meisterschaft 1974 teil und bestritt beide Spiele, die mit 0:1 gegen die Nationalmannschaft Schwedens und mit 0:5 gegen die Nationalmannschaft Dänemarks verloren wurden. Auch das in Freundschaft ausgetragene Länderspiel im „Rückspiel“ gegen die Nationalmannschaft Schwedens am 17. August 1974 in Borås wurde mit 0:1 knapp verloren. Ferner bestritt sie die beiden Spiele im Turnier um die Nordische Meisterschaft 1975, in dem ihre Mannschaft – wie zuvor – ohne Tor und Punkt geblieben ist, wie auch im neuerlichen Vergleich mit der Nationalmannschaft Schwedens bei der 0:2-Niederlage am 17. August 1975 in Salo. Erst im sechsten Vergleich gelang ihr und ihrer Mannschaft am 12. Juni 1976 in Kallhäll ein 2:1-Sieg über den Nachbarn. Im zweiten Spiel bei ihrer dritten Teilnahme am Turnier um die Nordische Meisterschaft 1976 gelang ihr gegen diese Mannschaft, bei der 1:4-Niederlage am 10. Juli in Öxabäck mit dem Anschlusstreffer zum 1:2 in der 48. Minute, ihr einziges Länderspieltor. Im Turnier um die Nordische Meisterschaft 1977 bestritt sie abermals beide Spiele, die mit 0:4 und 0:1 gegen die Nationalmannschaften Schwedens und Dänemarks verloren wurden, nicht so bei ihrer letzten Teilnahme 1978. Wurde das erste Spiel am 7. Juli noch mit 0:4 gegen die Nationalmannschaft Dänemarks verloren, so nahm sie am 9. Juli in Vejle mit einem 1:0-Sieg – für den Tuula Okkola in der 48. Minute gesorgt hatte – über die Nationalmannschaft Norwegens Abschied aus der Nationalmannschaft.

## Erfolge
- Finnischer Meister 1973, 1974, 1975